# Стив Хансен
Стивен Вилијам "Стив" Хансен (енгл. Steve Hansen; 7. мај 1959) бивши је новозеландски рагбиста, а садашњи рагби тренер. Играо је на позицији центра за Кантербери. Тренерску каријеру започео је управо у Кантерберију и до 2001, освојио је 2 титуле државног првака. Био је и помоћни тренер у највећег рагби тиму на свету, Крусејдерсима када су освојене 2 титуле супер рагбија. 2002, изабран је за селектора Велса. Велс је под Хансеновом тренерском палицом играо леп рагби, али није било резултата. На светском првенству 2003, у Аустралији Велс је пружио добар отпор Новом Зеланду, у мечу у групној фази, а у четвртфиналу Велс је био елиминисан од стране Енглеске, која је и освојила то светско првенство. Лета 2004, прекинуо је сарадњу са рагби савезом Велса и вратио се на Нови Зеланд. Радио је 7 година као помоћник Серу Грејаму Хенрију у репрезентацији Новог Зеланда. 15. децембра постао је селектор Новог Зеланда. Најбоље резултате Хансен је имао са ол блексима, у 2012, изгубио је само један тест меч од Енглеске на Твикенаму, у 2013, Нови Зеланд је победио у свим утакмицама, а у 2014, Нови Зеланд је поражен само од репрезентације Јужноафричке Републике. Врхунац каријере је била јесен 2015, када је у Великој Британији освојен трофеј Веб Елис, намењен светском шампиону. Хансен је 3 пута проглашен за најбољег рагби тренера на Планети.